# AVN Award for Best Foreign-Shot Boy/Girl Sex Scene
L'AVN Award for Best Foreign-Shot Boy/Girl Sex Scene è un premio pornografico assegnato agli attori impegnati in una scena classica di produzione straniera votata come migliore dalla AVN, l'ente che assegna gli AVN Awards, riconosciuti come i migliori premi del settore. Dal 2022 il premio è noto come Best International Boy/Girl Sex Scene.
Come per gli altri premi, viene assegnato nel corso di una cerimonia che si svolge a Las Vegas, solitamente nel mese di gennaio, dal 2019.

## Vincitori

### Anni 2010
| Anno | Vincitori                  | Titolo |
| ---- | -------------------------- | ------ |
| 2019 | Rose Valerie Ricky Mancini | Rose   |

### Anni 2020
| Anno | Vincitori                  | Titolo                                                    |
| ---- | -------------------------- | --------------------------------------------------------- |
| 2020 | Liya Silver Ricky Mancini  | Liya 4 You                                                |
| 2021 | Liya Silver Manuel Ferrara | Manuel's Euro Tour: Paris                                 |
| 2022 | Lexi Belle Alberto Blanco  | Vibes 3                                                   |
| 2023 | Liya Silver Joss Lescaf    | The Spanish Stallion: Angie Lynx vs. Liya Silver, Scene 2 |
| 2024 | Mia Nix Chris Diamond      | Secret Side                                               |
| 2025 | Agatha Vega Kristof Cale   | Impulses 5 – Scene 5                                      |